# Congresso de Manastir

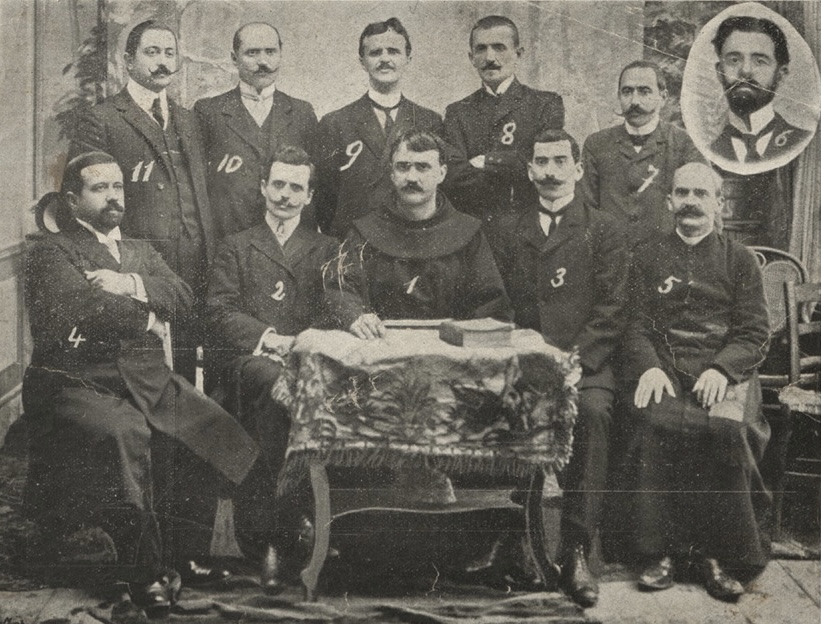
A comissão central do Congresso: 1. Gjergj Fishta 2. Mid'hat Fashëri 3. Luigj Gurakuqi 4. Gjergj Qiriazi 5. Ndre Mjedja 6. G. Cilka 7. Taqi Buda 8. Shahin Kolonja 9. Sotir Peçi 10. Bajo Topulli 11. Nyzhet Vrioni. Foto por Kel Marubi.

O Congresso de Manastir (albanês: Kongresi i Manastirit) foi uma conferência acadêmica sediada na cidade de Manastir (atualmente conhecida como Bitola), então parte do Império Otomano (atualmente localizada na Macedônia), de 14 a 22 de novembro de 1908, com o objetivo de padronizar o alfabeto albanês. O 22 de Novembro é atualmente uma data comemorativa na Albânia, Kosovo, parte da República da Macedônia, assim como entre as populações da Diáspora Albanesa, conhecido como o Dia do Alfabeto (albanês: Dita e Alfabetit). Antes da ocorrência do Congresso, a língua albanesa era representada pela combinação de seis ou mais distintos alfabetos, mais um número de sub-variantes.